# إرفينغ بيرنستاين
إرفينغ بيرنستاين (بالإنجليزية: Irving Bernstein)‏ هو مؤرخ أمريكي، ولد في 15 نوفمبر 1916، وتوفي في 25 سبتمبر 2001.

## وصلات خارجية
- إرفينغ بيرنستاين على موقع إن إن دي بي (الإنجليزية)